# André-Julien Gremmel
André-Julien Gremmel, (Paris, 6 novembre 1899 - Cannes, 3 mars 1971), est un peintre français.

## Biographie
André-Julien Gremmel est le fils de Mathieu Alexandre Gremmel, employé de commerce, et d'Angèle Charlotte Sardin, couturière.
Élève de Cormon et Flameng, il concourt en 1922 pour le prix de Rome où il obtient le premier second grand prix.
En 1927, il épouse Yvonne Espié, professeur de dessin à Paris. 
Il meurt à Cannes à l'âge de 71 ans.